# Wereldkampioenschap superbike van Phillip Island 2013
Het wereldkampioenschap superbike van Phillip Island 2013 was de eerste ronde van het wereldkampioenschap superbike en het wereldkampioenschap Supersport 2013. De races werden verreden op 24 februari 2013 op het Phillip Island Grand Prix Circuit op Phillip Island, Australië.

## Superbike

### Race 1
| Pos | Nr | Rijder            | Constructeur | Rondes | Tijd         | Grid | Punten |
| --- | -- | ----------------- | ------------ | ------ | ------------ | ---- | ------ |
| 1   | 50 | Sylvain Guintoli  | Aprilia      | 22     | 33:47.109    | 6    | 25     |
| 2   | 58 | Eugene Laverty    | Aprilia      | 22     | +1.352       | 2    | 20     |
| 3   | 84 | Michel Fabrizio   | Aprilia      | 22     | +1.359       | 3    | 16     |
| 4   | 19 | Chaz Davies       | BMW          | 22     | +5.702       | 12   | 13     |
| 5   | 66 | Tom Sykes         | Kawasaki     | 22     | +5.753       | 4    | 11     |
| 6   | 76 | Loris Baz         | Kawasaki     | 22     | +6.769       | 11   | 10     |
| 7   | 91 | Leon Haslam       | Honda        | 22     | +6.830       | 8    | 9      |
| 8   | 65 | Jonathan Rea      | Honda        | 22     | +17.944      | 9    | 8      |
| 9   | 2  | Leon Camier       | Suzuki       | 22     | +19.152      | 7    | 7      |
| 10  | 27 | Max Neukirchner   | Ducati       | 22     | +26.557      | 13   | 6      |
| 11  | 16 | Jules Cluzel      | Suzuki       | 22     | +30.305      | 17   | 5      |
| 12  | 18 | Ivan Clementi     | BMW          | 22     | +30.411      | 15   | 4      |
| 13  | 5  | Alexander Lundh   | Kawasaki     | 22     | +45.185      | 18   | 3      |
| 14  | 14 | Glenn Allerton    | BMW          | 22     | +48.632      | 16   | 2      |
| 15  | 21 | Jamie Stauffer    | Honda        | 22     | +53.453      | 14   | 1      |
| 16  | 23 | Federico Sandi    | Kawasaki     | 22     | +1:22.730    | 20   |        |
| 17  | 31 | Vittorio Iannuzzo | BMW          | 18     | +4 ronden    | 21   |        |
| DNF | 7  | Carlos Checa      | Ducati       | 12     | Ongeluk      | 1    |        |
| DNF | 33 | Marco Melandri    | BMW          | 12     | Ongeluk      | 5    |        |
| DNF | 34 | Davide Giugliano  | Aprilia      | 2      | Uitgevallen  | 10   |        |
| DNS | 86 | Ayrton Badovini   | Ducati       | 0      | Niet gestart |      |        |

### Race 2
| Pos | Nr | Rijder            | Constructeur | Rondes | Tijd         | Grid | Punten |
| --- | -- | ----------------- | ------------ | ------ | ------------ | ---- | ------ |
| 1   | 58 | Eugene Laverty    | Aprilia      | 22     | 33:45.938    | 2    | 25     |
| 2   | 50 | Sylvain Guintoli  | Aprilia      | 22     | +0.418       | 6    | 20     |
| 3   | 33 | Marco Melandri    | BMW          | 22     | +1.382       | 5    | 16     |
| 4   | 84 | Michel Fabrizio   | Aprilia      | 22     | +2.282       | 3    | 13     |
| 5   | 66 | Tom Sykes         | Kawasaki     | 22     | +11.545      | 4    | 11     |
| 6   | 34 | Davide Giugliano  | Aprilia      | 22     | +12.508      | 10   | 10     |
| 7   | 16 | Jules Cluzel      | Suzuki       | 22     | +17.330      | 17   | 9      |
| 8   | 65 | Jonathan Rea      | Honda        | 22     | +17.339      | 9    | 8      |
| 9   | 2  | Leon Camier       | Suzuki       | 22     | +19.886      | 7    | 7      |
| 10  | 91 | Leon Haslam       | Honda        | 22     | +19.996      | 8    | 6      |
| 11  | 27 | Max Neukirchner   | Ducati       | 22     | +27.629      | 13   | 5      |
| 12  | 14 | Glenn Allerton    | BMW          | 22     | +42.809      | 16   | 4      |
| 13  | 21 | Jamie Stauffer    | Honda        | 22     | +42.893      | 14   | 3      |
| 14  | 23 | Federico Sandi    | Kawasaki     | 22     | +44.899      | 22   | 2      |
| 15  | 5  | Alexander Lundh   | Kawasaki     | 22     | +57.824      | 18   | 1      |
| 16  | 31 | Vittorio Iannuzzo | BMW          | 22     | +1:22.574    | 21   |        |
| 17  | 19 | Chaz Davies       | BMW          | 20     | +2 ronden    | 12   |        |
| DNF | 18 | Ivan Clementi     | BMW          | 11     | Uitgevallen  | 15   |        |
| DNF | 76 | Loris Baz         | Kawasaki     | 0      | Ongeluk      | 11   |        |
| DNS | 7  | Carlos Checa      | Ducati       | 0      | Niet gestart | 1    |        |
| DNS | 86 | Ayrton Badovini   | Ducati       | 0      | Niet gestart |      |        |

## Supersport
| Pos | Nr | Rijder               | Constructeur | Rondes | Tijd         | Grid | Punten |
| --- | -- | -------------------- | ------------ | ------ | ------------ | ---- | ------ |
| 1   | 54 | Kenan Sofuoğlu       | Kawasaki     | 15     | 23:32.480    | 2    | 25     |
| 2   | 11 | Sam Lowes            | Yamaha       | 15     | +1.899       | 1    | 20     |
| 3   | 60 | Michael van der Mark | Honda        | 15     | +6.771       | 4    | 16     |
| 4   | 99 | Fabien Foret         | Kawasaki     | 15     | +11.095      | 3    | 13     |
| 5   | 44 | David Salom          | Kawasaki     | 15     | +12.076      | 6    | 11     |
| 6   | 9  | Luca Scassa          | Kawasaki     | 15     | +12.943      | 19   | 10     |
| 7   | 8  | Andrea Antonelli     | Kawasaki     | 15     | +23.968      | 8    | 9      |
| 8   | 26 | Lorenzo Zanetti      | Honda        | 15     | +24.536      | 10   | 8      |
| 9   | 55 | Massimo Roccoli      | Yamaha       | 15     | +24.782      | 11   | 7      |
| 10  | 4  | Jack Kennedy         | Honda        | 15     | +24.809      | 5    | 6      |
| 11  | 6  | Vladimir Ivanov      | Kawasaki     | 15     | +32.825      | 15   | 5      |
| 12  | 87 | Luca Marconi         | Honda        | 15     | +33.028      | 26   | 4      |
| 13  | 5  | Roberto Tamburini    | Suzuki       | 15     | +33.055      | 22   | 3      |
| 14  | 20 | Mathew Scholtz       | Suzuki       | 15     | +34.067      | 24   | 2      |
| 15  | 25 | Alex Baldolini       | Honda        | 15     | +34.993      | 20   | 1      |
| 16  | 35 | Mitchell Carr        | Triumph      | 15     | +38.271      | 25   |        |
| 17  | 16 | Joshua Hook          | Honda        | 15     | +43.352      | 21   |        |
| 18  | 88 | Kev Coghlan          | Kawasaki     | 15     | +45.430      | 9    |        |
| 19  | 7  | Nacho Calero         | Honda        | 15     | +48.398      | 30   |        |
| 20  | 64 | Matt Davies          | Honda        | 15     | +51.343      | 29   |        |
| 21  | 21 | Christian Iddon      | MV Agusta    | 15     | +52.541      | 13   |        |
| 22  | 10 | Imre Tóth            | Honda        | 15     | +53.273      | 28   |        |
| 23  | 24 | Eduard Blokhin       | Honda        | 15     | +1:30.957    | 33   |        |
| 24  | 32 | Sheridan Morais      | Honda        | 11     | +4 ronden    | 23   |        |
| DNF | 44 | Roberto Rolfo        | MV Agusta    | 13     | Uitgevallen  | 7    |        |
| DNF | 73 | Dino Lombardi        | Yamaha       | 12     | Uitgevallen  | 27   |        |
| DNF | 12 | Kevin Curtain        | Yamaha       | 4      | Uitgevallen  | 14   |        |
| DNF | 37 | David Linortner      | Honda        | 3      | Uitgevallen  | 17   |        |
| DNF | 5  | Raffaele De Rosa     | Honda        | 2      | Ongeluk      | 18   |        |
| DNF | 65 | Vladimir Leonov      | Yamaha       | 2      | Ongeluk      | 12   |        |
| DNF | 61 | Fabio Menghi         | Yamaha       | 2      | Uitgevallen  | 16   |        |
| DNF | 23 | Luca Salvadori       | Yamaha       | 1      | Ongeluk      | 31   |        |
| DNF | 59 | Alex Schacht         | Honda        | 1      | Uitgevallen  | 32   |        |
| DNS | 14 | Gábor Talmácsi       | Honda        | 0      | Niet gestart |      |        |
| DNS | 34 | Balázs Németh        | Honda        | 0      | Niet gestart |      |        |

## Tussenstanden na wedstrijd

### Superbike
| Pos | Nr | Rijder           | Team     | Punten |
| --- | -- | ---------------- | -------- | ------ |
| 1   | 58 | Eugene Laverty   | Aprilia  | 45     |
| 2   | 50 | Sylvain Guintoli | Aprilia  | 45     |
| 3   | 84 | Michel Fabrizio  | Aprilia  | 29     |
| 4   | 66 | Tom Sykes        | Kawasaki | 22     |
| 5   | 33 | Marco Melandri   | BMW      | 16     |

### Supersport
| Pos | Nr | Rijder               | Team     | Punten |
| --- | -- | -------------------- | -------- | ------ |
| 1   | 54 | Kenan Sofuoğlu       | Kawasaki | 25     |
| 2   | 11 | Sam Lowes            | Yamaha   | 20     |
| 3   | 60 | Michael van der Mark | Honda    | 16     |
| 4   | 99 | Fabien Foret         | Kawasaki | 13     |
| 5   | 44 | David Salom          | Kawasaki | 11     |

1990 · 1991 · 1992 · 1994 · 1995 · 1996 · 1997 · 1998 · 1999 · 2000 · 2001 · 2002 · 2003 · 2004 · 2005 · 2006 · 2007 · 2008 · 2009 · 2010 · 2011 · 2012 · 2013 · 2014 · 2015 · 2016 · 2017 · 2018 · 2019 · 2020 · 2022 · 2023 · 2024 · 2025